# Chasse (cricket)

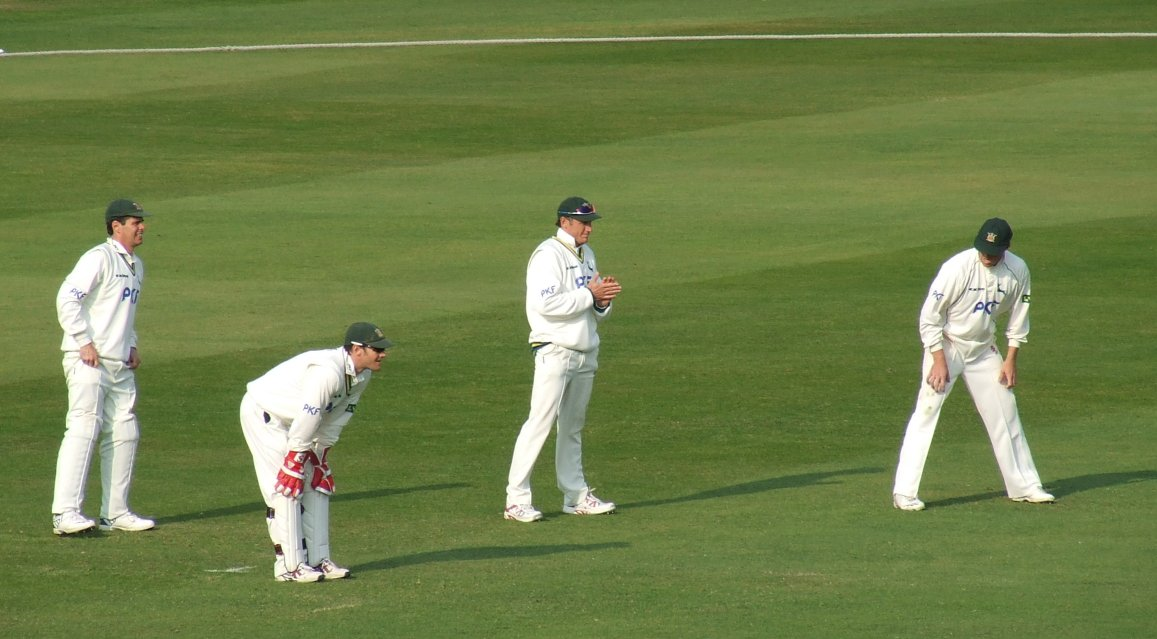
Joueurs de champ en attente de la balle.

La chasse, en anglais fielding est, au cricket, l'ensemble des actions que font les joueurs de l'équipe qui lance la balle (joueurs de champ, fielders ou chasseurs) pour récupérer cette balle une fois qu'elle est en jeu dans le but soit de limiter le nombre de runs (points) marqués par l'équipe adverse, soit d'en éliminer l'un des batteurs.
La 28e loi du cricket porte sur cet aspect du jeu.

## Principe
Au cricket, au cours d'une manche, une équipe est à la batte et essaye de marquer des points (runs), l'autre équipe lance la balle et essaye de l'en empêcher. Deux batteurs de l'équipe à la batte et les onze joueurs de l'équipe au lancer sont simultanément présents sur le terrain. Parmi ces onze joueurs, le gardien de guichet est désigné avant le match. Il se place derrière celui des deux batteurs qui fait face au lancer. Pour chaque série de lancers (over), un lanceur (bowler) est désigné. Les neuf autres joueurs participent aussi au jeu. Leur position est décidée par le capitaine de l'équipe et peut changer entre deux lancers.
Les joueurs de champs ont trois rôles principaux :
- attraper la balle au vol si le batteur l'a touchée avec sa batte : s'ils y parviennent, le batteur est directement éliminé (caught)[2] ;
- empêcher la balle de sortir des limites du terrain : si elle en sort directement, l'équipe à la batte marque six runs (six), si elle en sort après avoir touché le sol, elle en marque quatre (four)[3] ;
- ramener la balle le plus rapidement possible auprès de l'un des deux guichets : une fois la balle lancée (et éventuellement tapée avec la batte), les deux batteurs peuvent échanger leurs positions pour marquer un run (ou plusieurs fois pour marquer plusieurs runs), et si un joueur de champ détruit l'un des deux guichets avec la balle pendant qu'ils sont en train de courir, c'est-à-dire avant qu'ils aient terminé leur échange de position, l'un des deux batteurs est éliminé (run out)[4].

## Règles
La 28e loi du cricket décrit les règles régissant l'activité des joueurs de champs et détaille notamment les points suivants.
Seul le gardien de guichet a le droit de porter des jambières de protection et des gants de gardien. Les joueurs de champs n'ont droit qu'au casque. Les gants qu'ils peuvent porter, après autorisation de l'arbitre, ont pour seul but de protéger les mains et ne doivent pas, contrairement à ceux du gardien, permettre d'attraper la balle plus facilement.
Les joueurs de champs peuvent toucher la balle avec toute partie de leur corps, en revanche ils ne peuvent utiliser volontairement leurs vêtements ou aucun accessoire pour attraper la balle plus facilement (comme tirer sur leur maillot ou utiliser leur casquette).
Une fois en place, et lorsque la balle est sur le point d'être lancée, les joueurs de champs (à l'exception du gardien de guichet) n'ont plus le droit de bouger et de changer de position tant que la balle n'a pas été frappée par le batteur ou n'a pas dépassé celui-ci.

## Positions

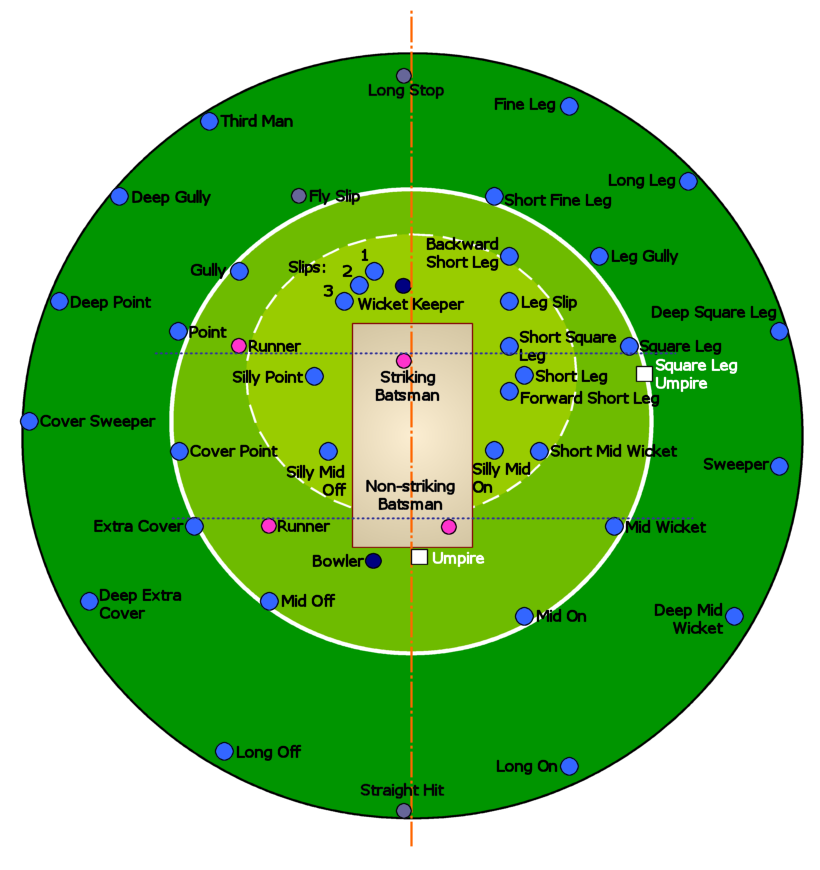
Quelques positions possibles des joueurs de champ sur le terrain, lorsque le batteur qui fait face au lancer (striking batsman) est droitier.